# Catherine Curtin
Catherine Curtin (New York, 14 luglio 1970) è un'attrice statunitense.

## Biografia
Catherine Curtin è nata e cresciuta a New York. Ha fatto il suo debutto a Broadway, nello spettacolo, Sei gradi di separazione. Negli anni seguenti, è apparsa in molte produzioni di Broadway. Ad esempio, ha interpretato la cantante Janis Joplin in Love, Janis, ruolo che le ha valso una candidatura ad un Joseph Jefferson Award.
Successivamente, è apparsa in alcuni episodi di New York Undercover, Sex and the City, Law & Order - I due volti della giustizia e 30 Rock. Nel 2013, è stata scelta per interpretare Wanda Bell nella serie di Netflix, Orange Is the New Black. Assieme al cast, ha vinto due Screen Actors Guild Award per il miglior cast in una serie commedia, nel 2015 e nel 2016. Dal 2016 al 2018, ha recitato nella serie comica di HBO, Insecure e nel 2018, ha interpretato Sandy Langmore nella settima stagione di Homeland - Caccia alla spia. Dal 2017, interpreta la madre di Dustin Henderson, Claudia Henderson nella serie di Netflix Stranger Things. Nel 2022, interpreta Margo nella serie Partner Track.
Inoltre, ha recitato in alcuni film tra cui Molto forte, incredibilmente vicino, The Wolf of Wall Street, Catfight - Botte da amiche, Bad Education e L'altra metà.

## Filmografia

### Cinema
- Suspicions, regia di Michael Sperrazza e Jo Throckmorton (1995)
- Ed's Next Move, regia di John Walsh (1996)
- Raising the Stakes, regia di Ryan B. Smith (1999)
- The Next Big Thing, regia di P.J. Posner (2001)
- Insieme per caso (Unconditional Love), regia di P. J. Hogan (2002)
- The Look, regia di David Sigal (2003)
- Happy End (Nowhere to Go But Up), regia di Amos Kollek (2003)
- The Limbo Room, regia di Debra Eisenstadt (2006)
- Noise, regia di Henry Bean (2007)
- Revolutionary Road, regia di Sam Mendes (2008)
- Molto forte, incredibilmente vicino (Extremely Loud & Incredibly Close), regia di Stephen Daldry (2011)
- Ghoul, regia di Gregory Wilson (2012)
- The Bourne Legacy, regia di Tony Gilroy (2012)
- A Wife Alone, regia di Justin Reichman (2012)
- Bert and Arnie's Guide to Friendship, regia di Jeff Kaplan (2013)
- The Wolf of Wall Street, regia di Martin Scorsese (2013)
- Win, regia di Sean Quinn (2013)
- Ciak, si canta (Fan Girl), regia di Paul Jarrett (2015)
- Casting, regia di Nina Pratt (2016)
- Catfight - Botte da amiche (Catfight), regia di Onur Tukel (2016)
- The Pearl, regia di Brian Cichocki (2016)
- The Light of the Moon, regia di Jessica M. Thompson (2017)
- Crazy Famous, regia di Paul Jarrett (2017)
- Maggie Black, regia di Stanley Brode (2017)
- Camera Obscura, regia di Aaron B. Koontz (2017)
- Beauty Mark, regia di Harris Doran (2017)
- Cut Shoot Kill, regia di Michael Walker (2017)
- Gold Star, regia di Victoria Negri (2017)
- In Case of Emergency, regia di Stefanie Sparks (2017)
- When We Grow Up, regia di Zorinah Juan (2018)
- Breaking Brooklyn, regia di Paul Becker (2018)
- Loveitis, regia di Stephen Martin (2018)
- Imaginary Order, regia di Debra Eisenstad (2019)
- Hooked, regia di Anthony Patellis (2019)
- MAD?, regia di Saskia Rifkin (2019)
- Bad Education, regia di Cory Finley (2019)
- Inside the Rain, regia di Aaron Fisher (2019)
- The Artist's Wife, regia di Tom Dolby (2019)
- Diamond Soles, regia di Michael Preysler (2019)
- Worth - Il patto (What Is Life Worth), regia di Sara Colangelo (2020)
- L'altra metà (The Half of It), regia di Alice Wu (2020)
- The Surrogate, regia di Jeremy Hersh (2020)
- I nostri cuori chimici (Chemical Hearts), regia di Richard Tanne (2020)
- First One In, regia di Gina O'Brien (2020)
- What Breaks the Ice, regia di Rebecca Eskreis (2020)
- Triple Threat, regia di Stacey Maltin (2020)
- A cena con il lupo (Werewolves Within), regia di Josh Ruben (2021)
- Kendra and Beth, regia di Dean Peterson (2021)
- Are You Happy Now, regia di David Beinstein (2021)
- A Shot Thrugh the Wall, regia di Aimee Long (2021)
- Launch at Paradise, regia di Carrie Ann Quinn (2022)
- Lie Hard, regia di Ian Niles (2022)
- Hangdog, regia di Matt Cascella (2023)
- Founders Day, regia di Erik Bloomquist (2023)
- Benji's Hour, regia di Gabriel Kahane (2023)
- The Disruptors, regia di Adam Frucci (2024)
- Bad Shabbos, regia di Daniel Robbins (2024)
- If That Mockingbird Don't Sing, regia di Sadie Bones (2024)
- Saturday Night, regia di Jason Reitman (2024)
- The Easy Kind, regia di Katy Chevigny (2024)
- Regarding Us, regia di David Beck e Jennifer Bobbi (2024)

### Televisione
- New York Undercover - serie TV, episodio 1x26 (1995)
- Sex and the City - serie TV, episodio (3x16 (2000)
- Law & Order - I due volti della giustizia (Law & Order) - serie TV, 2 episodi (2000-2008)
- Squadra emergenza (Third Watch) - serie TV, episodio 3x17 (2002)
- Law & Order: Criminal Intent - serie TV, episodio 6x06 (2006)
- The Naked Brothers Band - serie TV, 10 episodi (2007-2009)
- 30 Rock - serie TV, episodio 3x15 (2009)
- Bestsellers - serie TV, 8 episodi (2011)
- Pan Am - serie TV, episodio 1x01 (2012)
- Orange Is the New Black - serie TV, 40 episodi (2013-2019)
- The Leftovers - Svaniti nel nulla (The Leftovers) - episodio 1x01 (2014)
- Unbreakable Kimmy Schmidt - serie TV, 2 episodi (2015-2017)
- Bull - serie TV, episodio 1x09 (2016)
- Insecure - serie TV, 10 episodi (2016-2018)
- Blue Bloods - serie TV, episodio 7x15 (2017)
- Mindhunter - serie TV, episodio 1x05 (2017)
- Stranger Things - serie TV, 11 episodi (2017-in corso)
- Homeland - Caccia alla spia (Homeland) - serie TV, 7 episodi (2018)
- The Loudest Voice - Sesso e potere (The Loudest Voice) - miniserie TV, episodio 1x07 (2019)
- The Blacklist - serie TV, episodio 7x14 (2020)
- Partner Track - serie TV, 6 episodi (2022)
- Law & Order: Organized Crime - serie TV, episodio 3x03
- Victor vs the Metaverse, regia di Dalilah Napier e Lucy Powers - film TV (2022)
- Pickleball Is Life: Dill with It! - serie TV, episodio 1x01 (2024)
- Le Parrot - serie TV, episodio 1x01 (2024)

## Doppiatrici italiane
Nelle versioni in italiano delle opere in cui ha recitato, Catherine Curtin è stata doppiata da:
- Chiara Salerno in Mindhunter, A cena con il lupo, Stranger Things, Law & Order: Organized Crime
- Emanuela Baroni in Orange Is the New Black
- Tiziana Avarista in Bull
- Paola Majano in Insecure
- Valeria Perilli in Homeland - Caccia alla spia
- Stefania Patruno in I nostri cuori chimici
- Antonella Giannini in Saturday Night